# Alice Clark
Alice Clark (1 d'agost de 1874 – 11 de maig de 1934) va ser una acadèmica, historiadora i feminista anglesa.

## Biografia
Alice era filla d'Helen Priestman Bright (1840–1927) i de William Stephens Clark (1839-1925). La família Clark era quàquera, del gremi de sabaters - C. i J. Clark Ltd. fabricants de botes, sabates i també de catifes de pell d'ovella. Una de les seves germanes, la Dra. Hilda Clark, va ser una influent metgessa, especialista en el tractament de la tuberculosi.
En una anàlisi de l'explosió social, del industrialisme a la Gran Bretanya, Alice Clark va argumentar que al segle xvi a Anglaterra, les dones estaven involucrades en molts aspectes de la indústria i l'agricultura. La llar era una unitat central de producció i les dones exercien un paper central en la gestió de les granges, i en alguns comerços i finques. Els seus útils rols econòmics els van donar una espècie d'igualtat amb els seus esposos. No obstant això, Clark argumenta que, a mesura que el capitalisme es va expandir al segle xvii, va haver-hi més i més divisió del treball, amb el marit prenent treballs remunerats fora de la llar i l'esposa reduïda al treball domèstic no remunerat. Les dones de classe mitjana estaven confinades a una existència domèstica ociosa, supervisant el servei; on, les dones de classe baixa van ser obligades a prendre treballs mal pagats. El capitalisme, per tant, va tenir un efecte negatiu en les dones poderoses.

## Obra
- Clark, Alice. Working life of women in the seventeenth century.  Londres: Routledge & K. Paul, 1982. ISBN 0-7100-9045-5.
- Clark, Alice, 1874-1934.. Working life of women in the seventeenth century. 1a ed., nova impressió.  Londres: Cass, 1968. ISBN 978-1-136-23388-3. (reedició 2013)